# Lepismium ianthothele
Lepismium ianthothele (Monv.) Barthlott es una especie de planta fanerógama de la familia Cactaceae. 

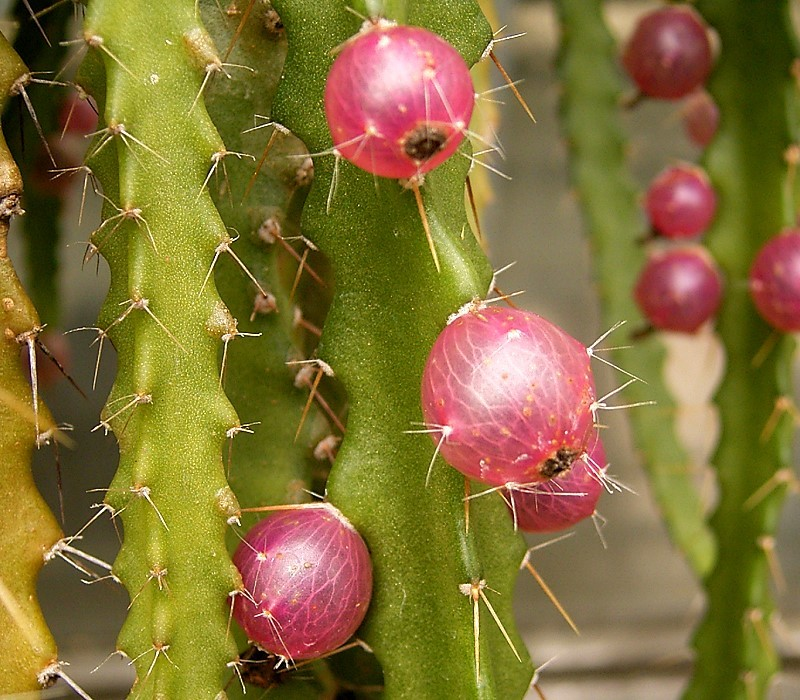
Detalle de los frutos

## Distribución
Es endémica de Bolivia y Argentina. Es una especie rara en la vida silvestre.

## Descripción
Lepismium ianthothele crece como epífita o litófita arbustiva con las ramas extendidas o caídas, está moderadamente ramificada, y alcanza un tamaño de 30 a 60 centímetros de largo. Los tallos son verdes con más de cuatro costillas, a veces triangular, con segmentos que tienen un diámetro de 1,5 a 2 cm. Sus bordes son tuberculados. Las areolas llevan seis a siete cerdas como espinas de 4-5 mm de longitud.
Las flores de color blanco, amarillo o de vez en cuando de color rosa  aparecen de lado o, a veces terminales. Miden 2-2,4 cm de largo.  Los frutos son esféricos de color rosa violáceo.

## Taxonomía
Lepismium ianthothele fue descrita por (Monv.) Barthlott y publicado en Bradleya; Yearbook of the British Cactus and Succulent Society 5:99. 1987.
Etimología
Lepismium: nombre genérico que deriva del griego: "λεπίς" (lepis) = "recipiente, escamas, apagado" y se refiere a la forma en que en algunas especies las flores se rompen a través de la epidermis.
ianthothele epíteto derivado del griego: (ianthos) = "púrpura", y (thele) = "verrugas", que se refiere a los tubérculos de color violeta.
Sinonimia
| - Cereus ianthothele - Pfeiffera ianthothele - Rhipsalis ianothothele - Rhipsalis cereiformis - Pfeiffera erecta | - Lipismium erectum - Pfeiffera mataralensis - Lepismium mataralense - Pfeiffera multigona - Pfeiffera gracilis |